# Robert O'Driscoll
Pour les articles homonymes, voir O'Driscoll.
Robert O'Driscoll (1938 - 29 février 1996) était un écrivain irlandais, professeur d'anglais à  st. Michael's College, Université de Toronto et maître de conférences à University College Dublin.

## Biographie
O'Driscoll a fondé l'Association canadienne pour les études irlandaises en 1973. Il a étudié à l'Université de Londres.

## Œuvres littéraires
- The Celtic Conscience, Publisher = George Braziller, Inc., 1982,  (ISBN 978-0807611364).
- The New World Order & the Trône of the Antéchrist, Publisher = King Arthur Publications, Année = 1993.
- Symbolisme et quelques implications de l'approche symbolique: W. B. Yeats pendant les dix-huit 90, 1975,  (ISBN 978-0851052700).
- Une ascendant du cœur, Dolmen Press, 1976,  (ISBN 978-0851053172).
- Atlantis Again - L'histoire d'une famille, avec Elizabeth Elliott, 1993,  (ISBN 978-0969630616).
- New World Order, Corruption au Canada, avec Elizabeth Elliott, Saigon Press, Toronto, on, 1994

## Liens et références externes
- Notices d'autorité :   - VIAF
  - ISNI
  - IdRef
  - LCCN
  - CiNii
  - Pays-Bas
  - Israël
  - NUKAT
  - Vatican
  - Norvège
  - WorldCat